# Tengworo
Tengworo ist eine Kultstätte im westafrikanischen Staat Gambia in der Nähe von Gunjur.
In 800 Meter Entfernung von Kenye-Kenye Jamango nach Süden liegt diese Kultstätte, rund 4,7 Kilometer südöstlich von Gunjur, unmittelbar am Strand des Atlantischen Ozeans, auf einer rund 15 Meter hohen Küstendüne. An dem Platz, der von sechs markanten Palmen umrahmt wird, werden neu beschnittene Kinder rituell gewaschen.